# Franco Menichelli
Franco Menichelli (Rome, 3 augustus 1941) is een Italiaans turner. 
Menichelli won tijdens de Olympische Zomerspelen 1960 in zijn geboorteplaats Rome de bronzen medaille in de landenwedstrijd en op vloer. Vier jaar later tijdens de Olympische Zomerspelen 1964 won Menichelli de gouden medaille op vloer, de zilveren medaille aan de ringen en de bronzen medaille aan de brug.
Menichelli won tijdens wereldkampioenschappen tweemaal brons op vloer en eenmaal brons aan de ringen.

## Resultaten

### Olympische Zomerspelen
| Jaar | Plaats      | Resultaten                                                                    |
| ---- | ----------- | ----------------------------------------------------------------------------- |
| 1960 | Rome        | op vloer in de landenwedstrijd 10e in de meerkamp                             |
| 1964 | Tokio       | op vloer aan de ringen aan de brug 4e in de landenwedstrijd 5e in de meerkamp |
| 1968 | Mexico-Stad | 12e in de landenwedstrijd                                                     |

### Wereldkampioenschappen turnen
| Jaar | Plaats   | Resultaten               |
| ---- | -------- | ------------------------ |
| 1962 | Praag    | op vloer                 |
| 1966 | Dortmund | op vloer · aan de ringen |

1932: István Pelle ·
1936: Georges Miez ·
1948: Ferenc Pataki ·
1952: William Thoresson ·
1956: Valentin Moeratov ·
1960: Nobuyuki Aihara ·
1964: Franco Menichelli ·
1968: Sawao Kato ·
1972: Nikolaj Andrianov ·
1976: Nikolaj Andrianov ·
1980: Roland Brückner ·
1984: Li Ning ·
1988: Sergei Charkow ·
1992: Li Xiaoshuang ·
1996: Ioannis Melissanidis ·
2000: Igors Vihrovs ·
2004: Kyle Shewfelt ·
2008: Zou Kai · 
2012: Zou Kai · 
2016: Max Whitlock · 
2020: Artem Dolgopyat · 
2024: Carlos Yulo